# Malcolm Sargent

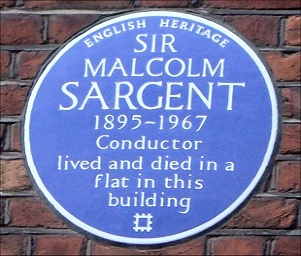
Gedenkplaat op een huis waar Sargent gedurende het laatste deel van zijn leven heeft gewoond

Harold Malcolm Watts Sargent (Bath Villas (Kent), 29 april 1895 – Londen, 3 oktober 1967) was een Brits dirigent, organist en componist. Hij genoot zijn opvoeding in Stamford, Lincolshire in een arbeidersfamilie. 

## 1900-1920
Als veertienjarige begeleidde hij al een amateuropvoering van The Gondoliers van Arthur Sullivan en William S. Gilbert in Stamford. Op zestienjarige leeftijd haalde hij zijn diploma op het Royal College of Organists. Na korte tijd in dienst te hebben gezeten, werkte Sargent als organist te Melton Mowbray in Leicestershire. Tegelijkertijd gaf hij al leiding aan enige opera- en operette-uitvoeringen van amateurgezelschappen. Doordat deze uitvoeringen (met name van Gilbert and Sullivan) gelijk plaatsvonden met jachtpartijen van de Duke of Windsor en de Duke of York (later koning George VI van het Verenigd Koninkrijk) kwam hij in aanraking met de adel. Toen Sargent twintig was, werd hij Engelands jongste Doctor of Music in Durham. 

## 1921-1930
Sargents doorbraak kwam toen Henry Wood Leicester, de Montfort Hall aandeed voor een concert met het Queen’s Hall Orchestra. Zoals toen gebruikelijk was gaf Wood opdrachten aan lokale componisten; het werd Sargents Impression on a windy day. Helaas schoot Sargent niet op met het werk, zodat het stuk te laat werd opgeleverd om goed door Wood ingestudeerd te kunnen worden; Sargent heeft daarom de première van zijn eigen werk kunnen geven. Dat heeft hem geen windeieren gelegd. Wood was onder de indruk van het werk, maar nog meer over zijn kwaliteiten als dirigent. Wood gaf Sargent de gelegenheid het werk opnieuw uit te voeren, maar nu op de Proms in de Queen’s Hall op 11 oktober 1921. Op advies van diezelfde Wood wijzigde Sargent zijn koers naar dirigeren en liet componeren voor wat het was. Hij richtte in 1922 het Leicester Symphony Orchestra op (een amateurorkest) en begon in 1923 lessen te geven aan het Royal College of Music. Hij heeft zich toen enige faam verworven als dirigent van grote koorensembles en kwam in aanraking met vrijwel alle koren binnen het Verenigd Koninkrijk. Vanaf 1927 legde Sargent zich meer toe op de Ballets Russes van Serge Diaghilev en werd (tot zijn sterfdag) dirigent van de Royal Choral Society. Ook werkte hij in die tijd voor de D’Oyle Carte Opera Company. Hem werd toen verweten, dat hij de partituren weleens naar eigen hand zette, maar Sargent pareerde met de opmerking dat zijn aanpassingen vaak terug te voeren waren naar de originele partituren van de componist(en) zelf. Ook zijn tempi waren wat sneller dan gewoonlijk in zijn tijd. Sargent breidde zijn (koor-)repertoire gestaag uit en promootte vooral nieuwe Britse koorwerken, At the Boar’s Head van Gustav Holst (1925), Hugh the drover en Sir John in love van Ralph Vaughan Williams (respectievelijk 1924 en 1929) en Belshazzar’s Feast van William Walton (oratorium 1931). Om klassieke muziek te stimuleren, gaf Sargent ook schoolconcerten.

## 1932-1947
Toen in 1932 het London Philharmonic Orchestra (LPO) werd opgericht, heeft Sargent samen met Thomas Beecham de eerste jaren hieraan leiding gegeven. In 1936 werd Sargent echter geveld door tuberculose; herstel vergde minstens 2 jaar. Pas enige jaren later pakte hij de dirigeerstok van het LPO weer op. Hij kwam op slechte voet te staan met ‘zijn’ muzikanten door in een interview te zeggen dat musici niet voor hun leven benoemd zouden moeten worden, maar tegelijkertijd alles moesten geven met elke maat muziek die ze speelden. Hij gaf in 1937 de première van Riders to the Sea van Ralph Vaughan Williams. Door zijn ziekte en interview was Sargent enigszins in achterop geraakt in zijn carrière en begon daarom daar weer aan te bouwen gedurende de Tweede Wereldoorlog door te dirigeren bij het Hallé Orchestra (1939-1942) en het Royal Liverpool Orchestra (1942-1948); hij werd ook een graag geziene presentator bij de BBC Radio Home Service. Hij versterkte de Britse moraal gedurende de oorlog door concerten te blijven geven, ondanks de dreiging van Duitse bombardementen.

## 1948-1971
Vanaf 1948 werd Sargent hoofddirigent van de Londense Proms; dit combineerde hij met het hoofddirgentschap van het London Symphony Orchestra (1950-1957).  Hij bleef premières verzorgen van Britse composities, nu van de opera Troilus and Cressida van William Walton (1954) en Symfonie nr. 9 van Vaughan Williams. Gedurende de jaren 50 en 60 was Sargent op zijn best met zijn vele opnamen met het BBC Symphony Orchestra en gaf hij ook concerten in de VS en Canada.

## Privé.
Sargent was een flamboyante persoonlijkheid en was populair bij de dames (met name uit de betere milieus). Hij moest echter trouwen met een bediende, met wie hij twee kinderen kreeg. Het was geen gelukkig huwelijk; hij was zijn vrouw continu ontrouw. In 1947 werd sir Malcolm Sargent geridderd. Zijn opmerkingen over musici bleven hem achtervolgen en hij raakte na verloop van tijd geïsoleerd in het muzikale leven in Engeland. Midden jaren 60 begon zijn gezondheid achteruit te gaan en in 1967 werd hij geopereerd aan pancreaskanker. Daarna probeerde hij de draad weer op te pakken en gaf nog een concert op de Proms van 1967; daarna was het in verband met zijn slechte gezondheid afgelopen met zijn muzikale carrière. 
- Bibsys: 3113961
- Biblioteca Nacional de España: XX852503
- Bibliothèque nationale de France: cb13899416g (data)
- CiNii: DA08686255
- Gemeinsame Normdatei: 118794590
- International Standard Name Identifier: 0000 0001 0863 4487
- Library of Congress Control Number: n82006515
- Nationale Bibliotheek van Letland: 000101596
- MusicBrainz: 4275ddc1-8062-43ef-aa2f-b5242ecac017
- Nationale Bibliotheek van Tsjechië: jn20020102053
- Nationale Bibliotheek van Israël: 987007273753205171
- Nederlandse Thesaurus van Auteursnamen: 071310517
- Istituto Centrale per il Catalogo Unico: DDSV010307
- LIBRIS: 211556
- SNAC: w69d13qs
- Système universitaire de documentation: 078619394
- Trove: 966673
- Virtual International Authority File: 2657718
- WorldCat: E39PBJkTbPXxkP38wgVXJKM773